# Pascal Bois
 (mars 2023).
Si vous disposez d'ouvrages ou d'articles de référence ou si vous connaissez des sites web de qualité traitant du thème abordé ici, merci de compléter l'article en donnant les références utiles à sa vérifiabilité et en les liant à la section « Notes et références ».
Pour les articles homonymes, voir Bois (patronyme).
Pascal Bois, né le 3 décembre 1959 dans le 14e arrondissement de Paris, est un homme politique français. Il est député de la troisième circonscription de l'Oise entre 2017 et 2022.

## Biographie
Placé par l’assistance publique, il grandit à Chambly, dans une famille d’accueil, tout en gardant une vie ponctuée de courts séjours à Paris auprès de sa mère naturelle. Il est diplômé en comptabilité.[réf. nécessaire]
Il rejoint le mouvement En marche dans les mois suivant sa création, à l'été 2016, et s’engage dans la campagne présidentielle en créant et en animant le comité local de Chambly-Méru.
Il candidate pour les élections législatives de 2017 en janvier de la même année et est investi en mai dans la 3e circonscription de l'Oise.
Il est élu député de l'Oise,, en battant le candidat du Front national avec 57,68 % des voix.
Le 19 novembre 2021, après un vote à l’Assemblée nationale sur le passe sanitaire, comme plusieurs autres députés de l’Oise, il reçoit un courrier contenant une balle et des menaces de mort. Dans la nuit du 28 au 29 décembre 2021, son garage et son véhicule sont endommagés dans un incendie et des tags hostiles au pass vaccinal sont découverts sur le mur d’enceinte de son domicile,.
Il est candidat à sa réélection lors des élections législatives de 2022 avec l'étiquette de la majorité présidentielle. Il est battu par les candidats du RN et de la NUPES.